# Rajd Złote Piaski 1974
Rajd Złote Piaski 1974 (5. Rally Zlatni Piassatzi) – 5. edycja rajdu samochodowego Rajd Bułgarii rozgrywanego w Bułgarii. Rozgrywany był od 20 do 23 czerwca 1974 roku. Była to czternasta runda Rajdowych Mistrzostw Europy w roku 1974 oraz druga runda Rajdowego Pucharu Pokoju i Przyjaźni w roku 1974.

## Klasyfikacja rajdu
| Miejsce                             | Kierowca                            | Pilot                               | Samochód                            | Czas                                | Strata                              |                                     |
| Klasyfikacja generalna, ERC i CoPaF | Klasyfikacja generalna, ERC i CoPaF | Klasyfikacja generalna, ERC i CoPaF | Klasyfikacja generalna, ERC i CoPaF | Klasyfikacja generalna, ERC i CoPaF | Klasyfikacja generalna, ERC i CoPaF | Klasyfikacja generalna, ERC i CoPaF |
| ----------------------------------- | ----------------------------------- | ----------------------------------- | ----------------------------------- | ----------------------------------- | ----------------------------------- | ----------------------------------- |
| 1.                                  | Attila Ferjáncz                     | Jenő Zsembery                       | Renault 12 Gordini                  | 2:13:49                             | 0.0                                 |                                     |
| 2.                                  | Ilia Chubrikov                      | Kolu Chubrikov                      | Renault 12 Gordini                  | 2:16:45                             | +2:55                               |                                     |
| 3.                                  | Robert Mucha                        | Ryszard Żyszkowski                  | Polski Fiat 125p 1500               | 2:23:57                             | +8:43                               |                                     |
| 4.                                  | Stoyan Kolev                        | Valeri Kochev                       | Porsche 911 T                       | 2:29:08                             | +15:19                              |                                     |
| 5.                                  | Maciej Stawowiak                    | Jan Czyżyk                          | Polski Fiat 125p 1600 Monte Carlo   | 2:34:59                             | +21:09                              |                                     |
| 6.                                  | Andrey Shishkov                     | Mikhail Titov                       | Moskvich 412                        | 2:39:03                             | +25:14                              |                                     |
| 7.                                  | Velev Marin                         | Karamfil Elenkov                    | Renault 12 Gordini                  | 2:45:23                             | +31:33                              |                                     |
| 8.                                  | Josef Konečný                       | Jan Roudnický                       | Škoda 120 S                         | 2:48:48                             | +34:59                              |                                     |
| 9.                                  | Vitold Sprukt                       | Anatoliy Pechenkin                  | Moskvich 412                        | 2:48:52                             | +35:03                              |                                     |
| 10.                                 | Rumen Minchev                       | Lyubomir Yurukov                    | BMW 1600                            | 2:49:11                             | +35:22                              |                                     |